# Dovrefjell
Le Dovrefjell est un massif montagneux situé au centre de la Norvège. Il forme une barrière naturelle entre les régions du Trøndelag, de l'Østlandet et du Vestlandet.
Deux parcs nationaux se trouvent dans ce massif : le parc national de Dovrefjell-Sunndalsfjella et le parc national de Dovre.

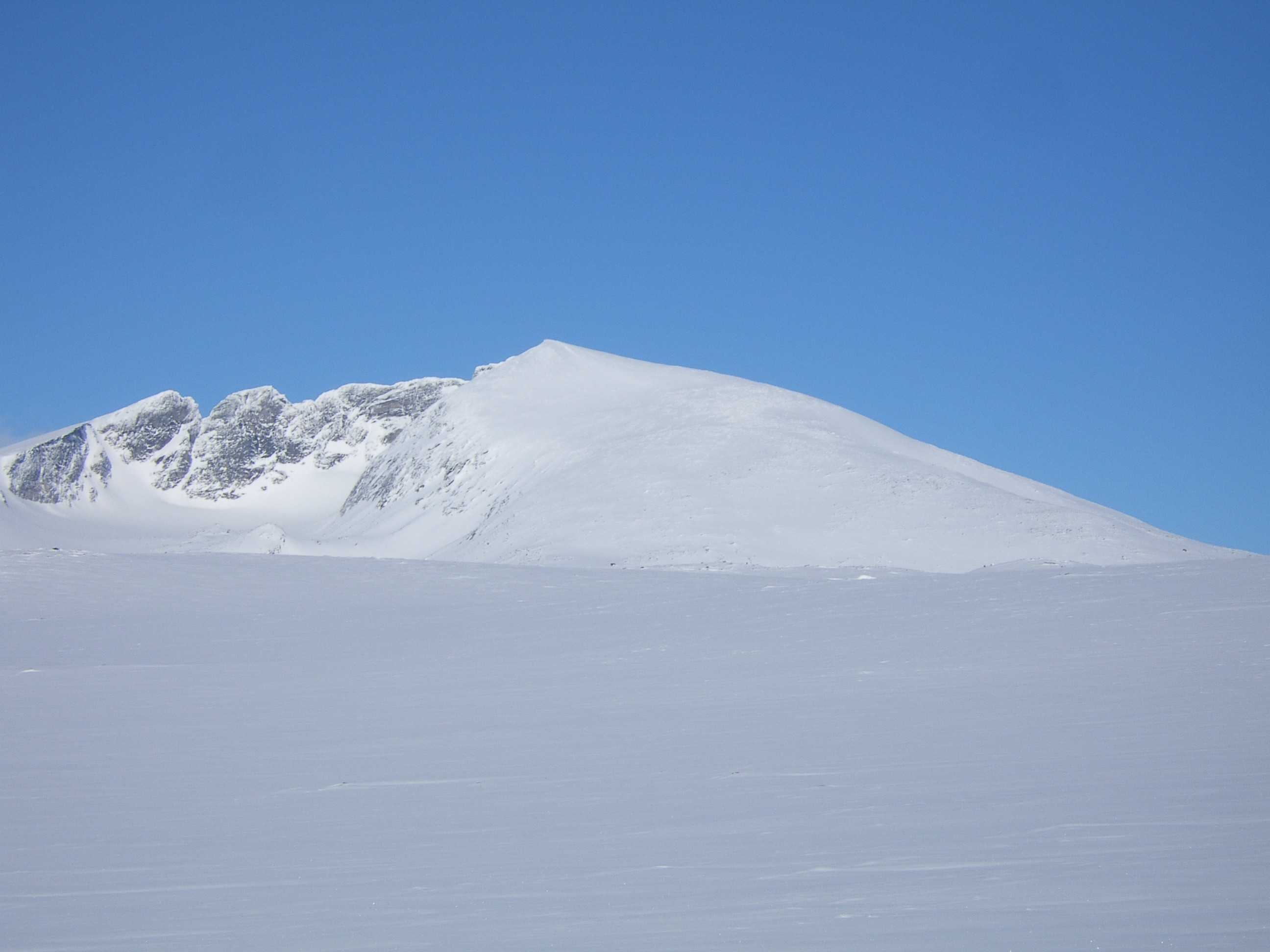
Le Snøhetta en hiver, point culminant du Dovrefjell.